# Kohleverstromungsbeendigungsgesetz
Das Kohleverstromungsbeendigungsgesetz (KVBG) ist ein Gesetz, das die Stein- und Braunkohleverstromung in Deutschland bis zum Jahr  2038 schrittweise reduzieren und beenden soll. Es wurde als Art. 1 des Kohleausstiegsgesetzes vom 8. August 2020 erlassen (BGBl. I S. 1818).
Es beruht auf dem Abschlussbericht der Kommission für Wachstum, Strukturwandel und Beschäftigung und dient der Erfüllung internationaler Verpflichtungen zur Reduktion von Treibhausgasen, insbesondere im Rahmen des Pariser Klimaabkommens.

## Wesentlicher Inhalt

### Zielsetzung
Zweck des Gesetzes ist es, die elektrische Nettonennleistung von Anlagen am Strommarkt zur Erzeugung elektrischer Energie durch den Einsatz von Kohle in Deutschland sozialverträglich, schrittweise und möglichst stetig zu reduzieren und zu beenden, um dadurch Emissionen zu reduzieren und eine sichere, preisgünstige, effiziente und klimaverträgliche Versorgung der Allgemeinheit mit Elektrizität zu gewährleisten (§ 2 Abs. 1 KVBG).
Die verbleibende elektrische Nettonennleistung bestehender Anlagen zur Kohle-Verstromung soll dazu
1. im Kalenderjahr 2022 auf ein Zielniveau von 15 Gigawatt Steinkohle und 15 Gigawatt Braunkohle,
2. im Kalenderjahr 2030 auf 8 Gigawatt Steinkohle und 9 Gigawatt Braunkohle und
3. spätestens bis zum Ablauf des Kalenderjahres 2038 auf 0 Gigawatt Steinkohle und 0 Gigawatt Braunkohle

reduziert werden (§ 2 Abs. 2 KVBG). Neue Stein- und Braunkohleanlagen sind seit dem 15. August 2020 nicht mehr genehmigungsfähig und dürfen nicht mehr in Betrieb genommen werden (§ 53 KVBG).
Im Gegenzug gewährt der Bund den Ländern Mecklenburg-Vorpommern, Niedersachsen, Nordrhein-Westfalen, Saarland und dem Freistaat Thüringen sowie bestimmten Gemeinden, in denen der Steinkohlesektor eine erhebliche wirtschaftliche Relevanz besitzt, zur Bewältigung des Strukturwandels und der Sicherung der Beschäftigung im Zuge der Beendigung der Kohle-Verstromung eine strukturpolitische Unterstützung in Höhe von bis zu 40 Mrd. Euro bis zum Jahr 2038 (§ 2 Abs. 3 KVBG, § 11, § 12 Investitionsgesetz Kohleregionen – InvKG).
Außerdem regelt das KVBG die Entschädigungen für die Stilllegung der in der Gesetzesanlage 2 genannten Braunkohlekraftwerke an die Betreiber RWE Power (2,6 Mrd. Euro) und die Lausitz Energie Kraftwerk AG (1,75 Mrd. Euro) (§ 40, § 44 KVBG).
Älteren, vom Kohleausstieg betroffenen Arbeitnehmern wird aufgrund einer Änderung im SGB VI ein Anpassungsgeld (APG) als Übergangshilfe bis zum frühestmöglichen Renteneintritt gezahlt. Zusätzlich wird für die Zeit des Bezugs von Anpassungsgeld eine Anrechnungszeit in der gesetzlichen Rentenversicherung gewährt. Die Ausgestaltung des APG orientiert sich an dem seit 1972 gewährten Anpassungsgeld für die Arbeitnehmer des Steinkohlebergbaus.

### Gesetzesgliederung
Teil 1 des Gesetzes statuiert Zweck- und Ziele des Gesetzes und enthält Begriffsbestimmungen, Teil 2 regelt die grundsätzliche Struktur der Reduzierung der Kohleverstromung. In Teil 3 wird das Ausschreibungsverfahren zur Reduzierung der Steinkohleverstromung und in Teil 4 die gesetzliche Reduzierung der Steinkohleverstromung geregelt. Teil 5 betrifft die Reduzierung und Beendigung der Braunkohleverstromung. Teil 6 enthält die Rechtsfolgen des Kohleverfeuerungs-, Vermarktungs- und des Verbots von neuen Braun- und Steinkohleanlagen. In Teil 7 werden Evaluierungs- und Anpassungsvorschriften festgelegt, Teil 8 enthält sonstige Bestimmungen.

## Verfahren
Das jeweilige Zielniveau für die Reduzierung und Beendigung der Kohleverstromung (§ 2 Abs. 2, § 4 KVBG) soll bis 2027 durch ein Ausschreibungsverfahren, ab 2031 allein durch die Anordnung der gesetzlichen Reduzierung der Steinkohleverstromung erreicht werden (§ 5 KVBG).
Im Ausschreibungsverfahren geben die Anlagenbetreiber ein Gebot ab, zu dem sie bereit sind, auf die Verfeuerung von Kohle in ihrer Anlage zu verzichten. Um die Anlagenbetreiber zur Stilllegung zu veranlassen, gewährt das Gesetz demjenigen Betreiber, der den Zuschlag erhält, einen Anspruch gegen die Bundesrepublik Deutschland, vertreten durch die Bundesnetzagentur, auf Zahlung eines Steinkohlezuschlags als finanziellen Ausgleich für den Steinkohleausstieg (§ 5 Abs. 2 Satz 1, § 23 KVBG). Dabei ermittelt die Bundesnetzagentur für jeden Gebotstermin das Ausschreibungsvolumen und für jeden Anordnungstermin die Reduktionsmenge (§ 6 Abs. 1 KVBG).
Die gesetzliche Reduzierung der Steinkohleverstromung erfolgt durch Anordnung der Bundesnetzagentur gegenüber den einzelnen Anlagenbetreibern, um die für das jeweilige Zieldatum ermittelten gesetzlichen Reduktionsmengen zu erreichen (§ 27, § 35 KVBG). 
Die Erteilung des Zuschlags und die Anordnung der Bundesnetzagentur haben ein entsprechendes Verbot der Kohleverfeuerung zur Folge (§ 51 KVBG).